# Liste der Biografien/Winn
Liste der Biografien |
Portal Biografien |
Personensuche
# |
A |
B |
C |
D |
E |
F |
G |
H |
I |
J |
K |
L |
M |
N |
O |
P |
Q |
R |
S |
T |
U |
V |
W |
X |
Y |
Z |
?
 
Wa |
Wc |
Wd |
We |
Wh |
Wi |
Wj |
Wl |
Wn |
Wo |
Wr |
Ws |
Wt |
Wu |
Ww |
Wy |
Wz
 
Wia |
Wib |
Wic |
Wid |
Wie |
Wif |
Wig |
Wih |
Wii |
Wij |
Wik |
Wil |
Wim |
Win |
Wio |
Wip |
Wir |
Wis |
Wit |
Wiv |
Wiw |
Wix |
Wiz
 
Wina |
Winb |
Winc |
Wind |
Wine |
Winf |
Wing |
Winh |
Wini |
Wink |
Winl |
Winm |
Winn |
Wino |
Winq |
Winr |
Wins |
Wint |
Winw |
Winz
Die Liste der Biografien führt alle Personen auf, die in der deutschsprachigen Wikipedia einen Artikel haben. Dieses ist eine Teilliste mit 98 Einträgen von Personen, deren Namen mit den Buchstaben „Winn“ beginnt.

## Winn
- Winn, Erich (1921–1990), österreichischer Zahnarzt und Filmschauspieler
- Winn, Julian (* 1972), walisischer Radrennfahrer
- Winn, Kitty (* 1944), US-amerikanische Schauspielerin
- Winn, Kuno (* 1945), deutscher Politiker (CDU, FDP), MdL
- Winn, Larry (1919–2017), US-amerikanischer Politiker
- Winn, Raynor (* 1962), britische SchriftstellerinRaynor Winn (* 1962)

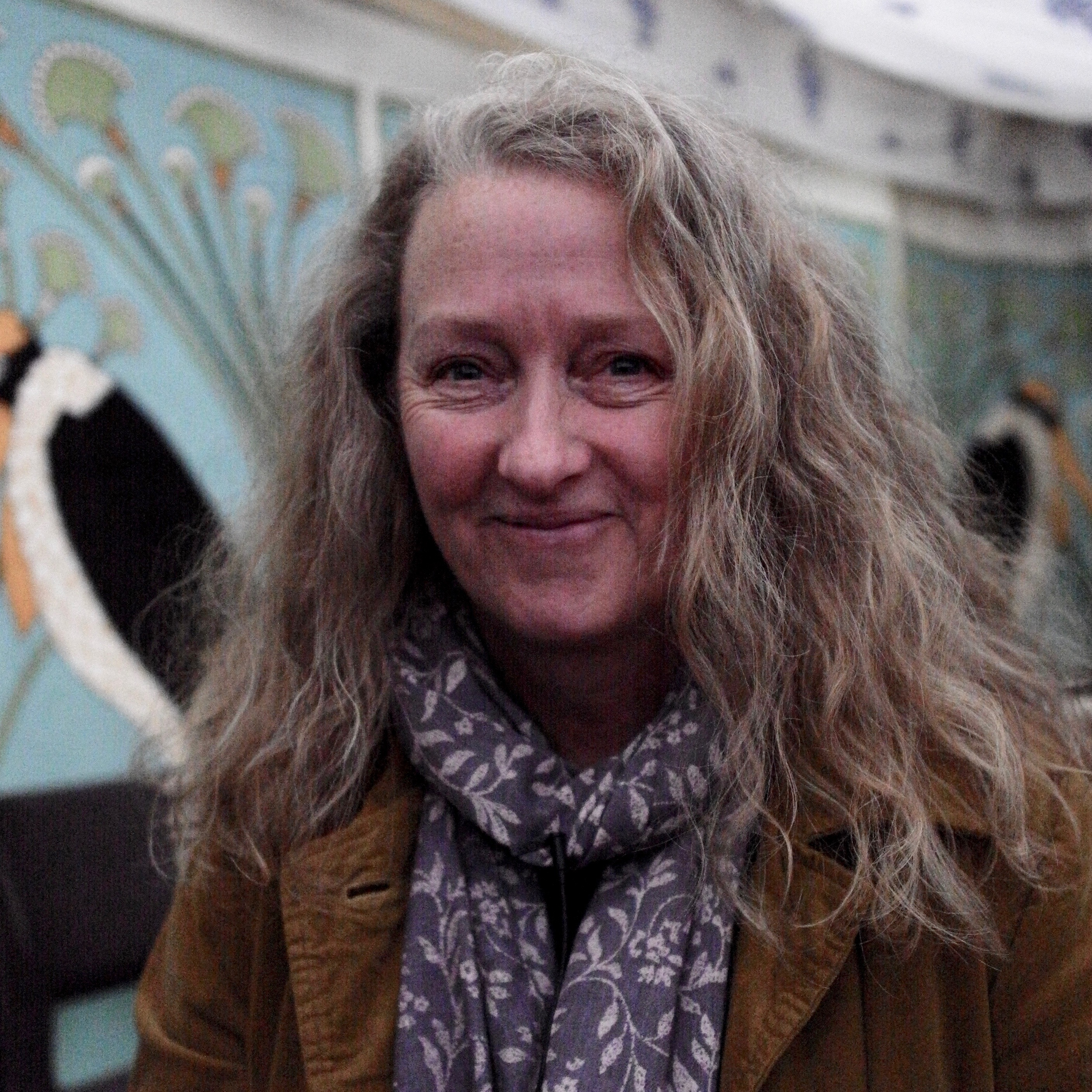
Raynor Winn (* 1962)

- Winn, Richard (1750–1818), britisch-amerikanischer Politiker
- Winn, Sheridan, britische Autorin
- Winn, Thomas E. (1839–1925), US-amerikanischer Politiker
- Winn, William (1828–1888), englischer Oratoriensänger (Bass) und Komponist

### Winna
- Winnacker, Albrecht (* 1942), deutscher Experimentalphysiker
- Winnacker, Erich (1889–1944), deutscher Manager im Ruhrbergbau, Ministerialbeamter
- Winnacker, Ernst-Ludwig (* 1941), deutscher Biochemiker
- Winnacker, Karl (1903–1989), deutscher Hochschullehrer und Wirtschaftsführer
- Winnacker, Susanne (* 1959), deutsche Theaterwissenschaftlerin und Regisseurin
- Winnall, Sam (* 1991), englischer Fußballspieler

### Winnb
- Winnberg, Erik (1895–1981), schwedischer Skilangläufer

### Winne
- Winne, Lievin de (1821–1880), belgischer Maler
- Winne, Sebastian, deutscher Jazz- und Fusionmusiker (Schlagzeug)
- Winnecke, Friedrich August Theodor (1835–1897), deutscher Astronom
- Winnefeld, August (1877–1947), deutscher Politiker (DVP), MdR
- Winnefeld, Christoph (* 1980), deutsch-luxemburgischer Wirtschaftswissenschaftler
- Winnefeld, Hermann (1862–1918), deutscher Klassischer Archäologe
- Winnefeld, James A. (* 1956), US-amerikanischer Admiral
- Winneke, Henry (1908–1985), australischer Jurist, Gouverneur von Victoria
- Winnemöller, Peter (* 1962), deutscher Journalist und Autor
- Winnemucca, Sarah (1844–1891), US-amerikanische Menschenrechtsaktivistin und Schriftstellerin
- Winnemuth, Meike (* 1960), deutsche Journalistin und BuchautorinMeike Winnemuth (* 1960)

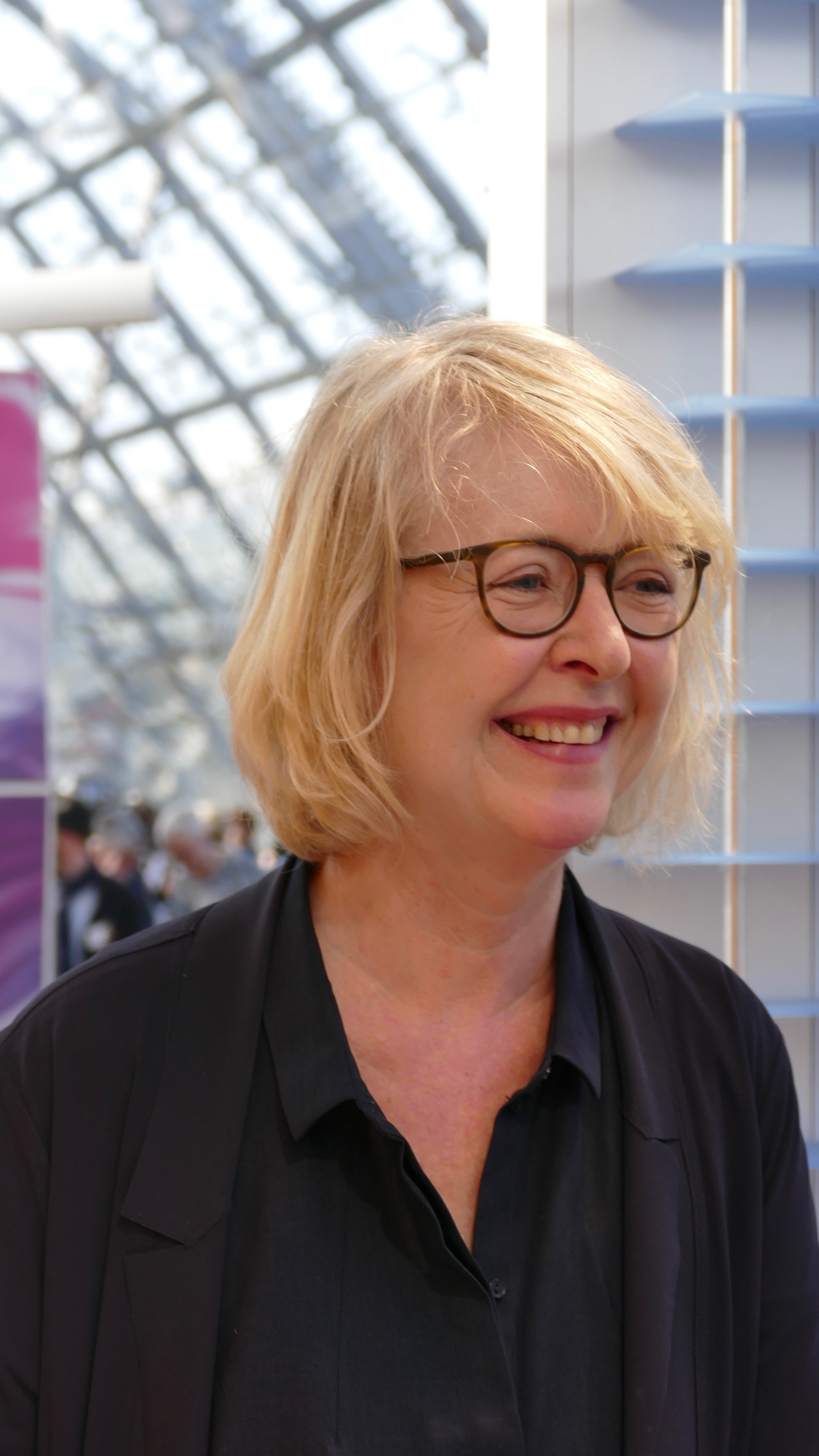
Meike Winnemuth (* 1960)

- Winnen, Andreas (* 1968), deutscher Dirigent, Geiger und Komponist
- Winnen, Gerit (* 1974), deutscher Handballspieler
- Winnen, Peter (* 1957), niederländischer Radrennfahrer, Journalist und Buchautor
- Winnenburg-Reichelstein, Kuno von, Domherr in Münster
- Winner, Christian (1927–2012), deutscher Phytomediziner und Pflanzenbauwissenschaftler
- Winner, Dana (* 1965), belgische SängerinDana Winner (* 1965)

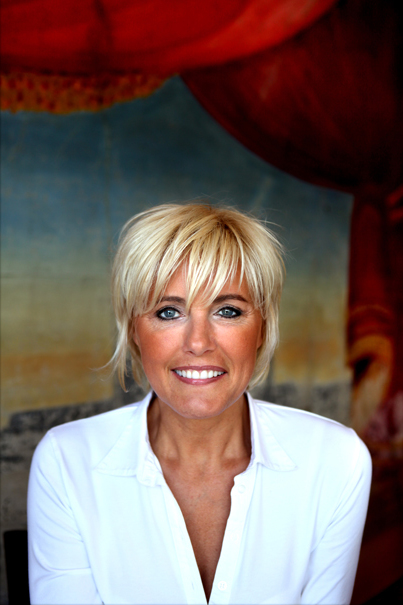
Dana Winner (* 1965)

- Winner, Gerd (* 1936), deutscher Maler und Grafiker
- Winner, Hermann (* 1955), deutscher Maschinenbauingenieur
- Winner, Jonas (* 1966), deutscher Journalist und Autor
- Winner, Langdon (* 1944), US-amerikanischer Technikphilosoph
- Winner, Martin, österreichischer Jurist
- Winner, Matthias (* 1931), deutscher Kunsthistoriker
- Winner, Michael (1935–2013), britischer Filmregisseur, Filmproduzent, Filmeditor und Drehbuchautor
- Winner, Norbert (* 1956), deutscher Geistlicher
- Winner, Reality (* 1991), US-amerikanische Sprachwissenschaftlerin
- Winner, Septimus (1827–1902), US-amerikanischer Liedtexter
- Winnerbäck, Lars (* 1975), schwedischer Sänger und Songwriter
- Winnerl, Joseph Thaddäus (1799–1886), Pariser Uhrmacher und Chronometermacher
- Winners, Stefan (* 1967), deutscher Manager
- Winnertz, Erik Magnus (1900–1977), deutscher Maler und Grafiker
- Winnertz, Johannes (1800–1890), deutscher Entomologe
- Winnes, Friedrich (1949–2005), deutscher Künstler
- Winnett, Susan Beth (* 1954), US-amerikanische Amerikanistin
- Winnewisser, Else (* 1936), deutsche Künstlerin
- Winnewisser, Gisbert (1936–2011), deutscher Astrophysiker
- Winnewisser, Rolf (* 1949), Schweizer Maler und Grafiker

### Winni
- Winnick, Gary (* 1961), US-amerikanischer Spieleentwickler, Autor und Comiczeichner
- Winnick, Katheryn (* 1977), kanadische SchauspielerinKatheryn Winnick (* 1977)

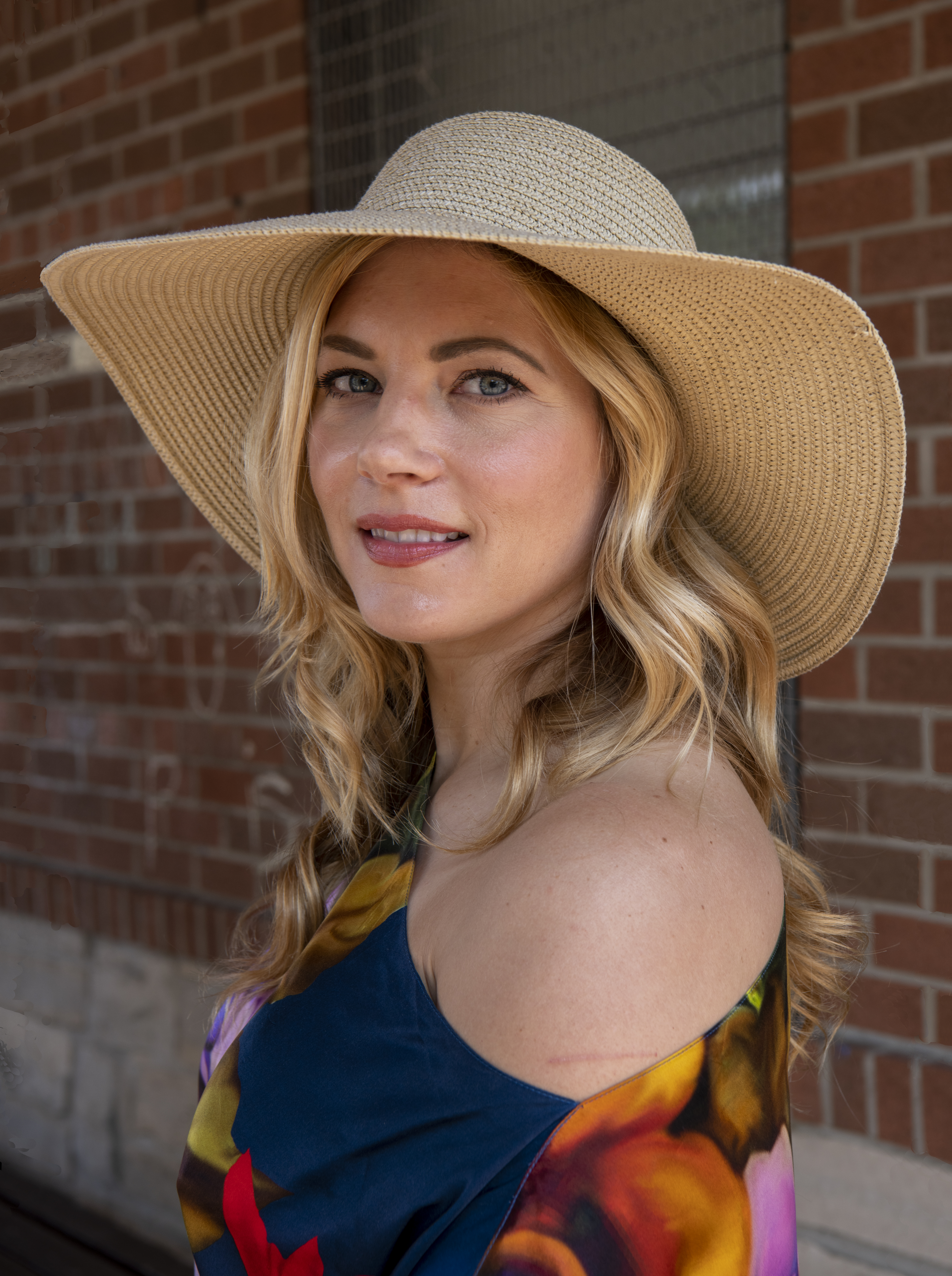
Katheryn Winnick (* 1977)

- Winnicka, Lucyna (1928–2013), polnische Theater- und Filmschauspielerin
- Winnicki, Clara (1880–1941), erste diplomierte Apothekerin in der Schweiz
- Winnicki, Robert (* 1985), polnischer Politiker und Sejm-Abgeordneter
- Winnicott, Donald (1896–1971), englischer Kinderarzt und Psychoanalytiker
- Winnie, Alon P. (1932–2015), US-amerikanischer Arzt und Anästhesist
- Winnie, David (* 1966), schottischer Fußballspieler und -trainer
- Winnig, August (1878–1956), deutscher Politiker (SPD), MdHB, Gewerkschafter und völkischer Schriftsteller
- Winnig, Walter (1885–1974), deutscher Kapellmeister, Komponist und Filmkomponist
- Winnigstedt, Johann († 1569), deutscher Chronist und lutherischer Pfarrer
- Winnigstedt, Robert (1903–1977), deutscher Diplomlandwirt und Tierzuchtleiter
- Winnik, Daniel (* 1985), kanadischer Eishockeyspieler
- Winnik, Heinrich (1902–1982), österreichisch-israelischer Psychoanalytiker und Hospitalgründer
- Winnikawa, Anastassija (* 1991), belarussische Sängerin
- Winnikow, Alexander Aronowitsch (* 1955), russischer Politiker und Gouverneur des Jüdischen Autonomen Gebiets im Fernen Osten Russlands
- Winning Jah (* 1973), nigerianischer Reggae-Musiker und Songschreiber
- Winning, Christian Ludwig von (1736–1822), preußischer General der Infanterie, Chef des Regiments Winning zu Fuß
- Winning, Ferdinand von (1790–1875), preußischer Generalleutnant
- Winning, Heinrich von (1801–1877), preußischer Generalmajor und Kommandeur der 28. Infanterie-Brigade
- Winning, Karl von (1784–1849), preußischer Generalmajor
- Winning, Thomas Joseph (1925–2001), britischer Geistlicher, Erzbischof von Glasgow und Kardinal der römisch-katholischen Kirche
- Winninger, Charles (1884–1969), US-amerikanischer Schauspieler
- Winninger, Franz (1893–1960), österreichischer Landschafts- und Portraitmaler
- Winningham, Mare (* 1959), US-amerikanische SchauspielerinMare Winningham (* 1959)

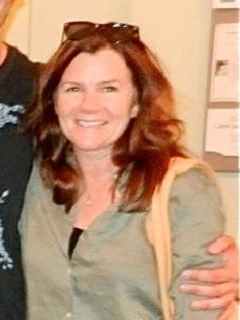
Mare Winningham (* 1959)

- Winninghoff, Christian (* 1971), deutscher Jazzmusiker (Trompete, Flügelhorn, Arrangement)
- Winnington, Alan (1910–1983), britischer Journalist und Schriftsteller
- Winnington, Edward, 1. Baronet († 1791), britischer Politiker
- Winnington, Edward, 2. Baronet (1749–1805), britischer Politiker, Mitglied des House of Commons
- Winnington, Elijah (* 2000), australischer Schwimmer
- Winnington, Francis (1634–1700), englischer Jurist und Politiker
- Winnington, Francis (* 1704), britischer Politiker
- Winnington, Henry (1795–1873), britischer Politiker, Mitglied des House of Commons
- Winnington, Salwey († 1736), englisch-britischer Politiker
- Winnington, Thomas (1696–1746), britischer Politiker
- Winnington, Thomas, 3. Baronet (1779–1839), britischer Politiker, Mitglied des House of Commons
- Winnington, Thomas, 4. Baronet (1811–1872), britischer Politiker, Mitglied des House of Commons
- Winnington, Ursula (1928–2025), deutsche AutorinUrsula Winnington (1928–2025)

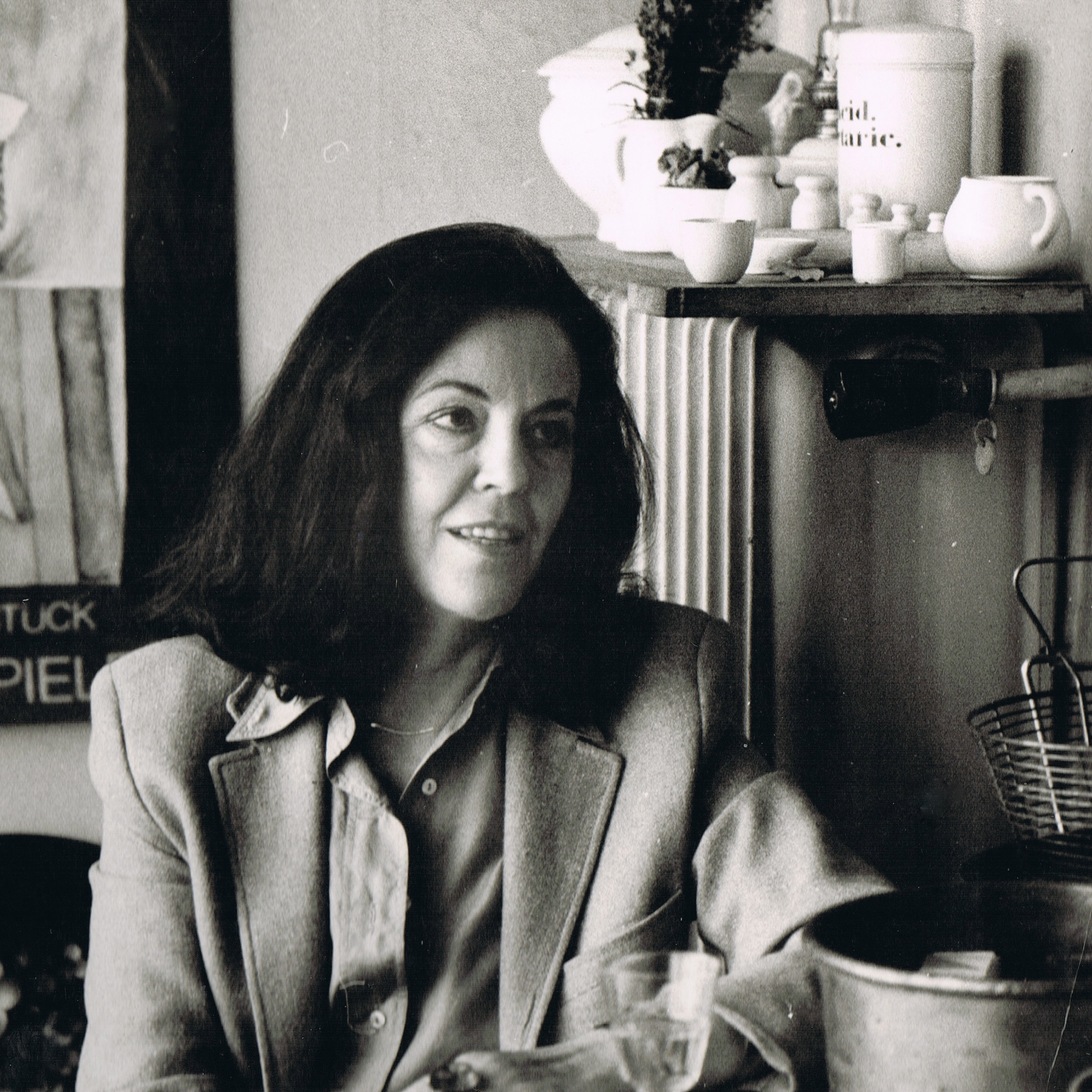
Ursula Winnington (1928–2025)

- Winnington-Ingram, Arthur (1858–1946), britischer Geistlicher, Bischof von Stepney und Bischof von London
- Winnington-Ingram, Charles William (1850–1923), britischer Marineoffizier
- Winnington-Ingram, Herbert Frederick (1820–1889), britischer Marineoffizier
- Winnington-Ingram, Reginald Pepys (1904–1993), britischer Klassischer Philologe
- Winnink, Joost (* 1971), niederländischer Tennisspieler

### Winny
- Winnykamień, Fryderyk (* 1922), Überlebender des Warschauer Ghettos